# (1911) Schubart
(1911) Schubart (aussi nommé 1973 UD) est un astéroïde de la ceinture principale, découvert le 25 octobre 1973 par Paul Wild, astronome suisse, à l'observatoire Zimmerwald. 
Il a été nommé en hommage à Joachim Schubart, astronome allemand.